# Кивер (архитектура)
Кивер (пол. kiwior) — шатровая надстройка сложной формы над церковной или дворцовой башней, увенчанная шпилем, на котором нередко устанавливался ажурный кованый флюгер. Характерный элемент архитектуры барокко в прибалтийских и восточноевропейских странах XVII—XVIII веков.
Архитектурный облик кивера проектировался таким образом, чтобы подчеркнуть доминантность всего сооружения, а его конструкция часто усиливалась металлическими перекрытиями.